# Amphisbaena darwinii
Amphisbaena darwinii este o specie de reptile din genul Amphisbaena, familia Amphisbaenidae, ordinul Squamata, descrisă de Auguste Henri André Duméril și Bibron 1839. Conform Catalogue of Life specia Amphisbaena darwinii nu are subspecii cunoscute.